# Liga de Naciones de Voleibol Masculino
La Liga de Naciones de Voleibol Masculino de la FIVB (Inglés: FIVB Men's Volleyball Nations League) es una competición de voleibol internacional disputada por los equipos nacionales masculinos miembros de la Federación Internacional de Voleibol (FIVB). El primer torneo tuvo lugar entre mayo y julio de 2018, con sus finales teniendo lugar en Lille, Francia. Rusia ganó la edición inaugural, derrotando Francia en la final. En julio de 2018, la FIVB anunció que EE. UU. sería anfitrión de las próximas tres ediciones de las finales de Liga de Naciones de Voleibol, de 2019 a 2021.
La creación del torneo fue anunciada en octubre de 2017 como proyecto conjunto entre el FIVB, el IMG y 21 federaciones nacionales. La Liga de Naciones reemplazó a la Liga Mundial, evento celebrado entre 1990 y 2017.
Un torneo equivalente para los equipos nacionales de las mujeres es la Liga de Naciones de Voleibol Femenino.

## Formato
La Liga de Naciones de Voleibol Masculino de la FIVB es una competición de voleibol internacional disputada por los equipos nacionales masculinos miembros de la Federación Internacional de Voleibol (FIVB). El primer torneo tuvo lugar entre mayo y julio de 2018, con sus finales teniendo lugar en Lille, Francia.1 Rusia ganó la edición inaugural, derrotando Francia en la final. En julio de 2018, la FIVB anunció que EE. UU. sería anfitrión de las próximas tres ediciones de las finales de Liga de Naciones de Voleibol, de 2019 a 2021.2
La creación del torneo fue anunciada en octubre de 2017 como proyecto conjunto entre el FIVB, el IMG y 21 federaciones nacionales.3 La Liga de Naciones reemplazó a la Liga Mundial, evento celebrado entre 1990 y 2017.
Un torneo equivalente para los equipos nacionales de las mujeres es la Liga de Naciones de Voleibol Femenino.

## Copa Challenger
La Copa Challenger es una competición para equipos nacionales cuál correrá en paralelo con la Liga de Naciones de Voleibol. Este torneo consta de equipos no participantes en la edición actual de la Liga de Naciones de Voleibol y presenta un equipo anfitrión y cinco equipos de las cinco confederaciones continentales como se muestra a continuación:
| Confederación               | Participantes                                                 |
| --------------------------- | ------------------------------------------------------------- |
| AVC (Asia)                  | 0 o 1 (play off intercontinental con representante de la CSV) |
| CAVB (África)               | 1                                                             |
| CSV (América del Sur)       | 0 o 1 (play off intercontinental con representante de la AVC) |
| CEV (Europa)                | 2                                                             |
| NORCECA (América del Norte) | 1                                                             |
| Total                       | 6 (5+H)                                                       |

La Challenger Cup es celebrada antes de la respectiva Liga de Naciones de Voleibol y los ganadores se clasifican para el año que viene como equipo de promoción.

## Anfitriones
Lista de anfitriones por número de campeonatos de ronda final.
| N.º | Anfitriones    | Año(s)     |
| --- | -------------- | ---------- |
| 2   | Italia         | 2021, 2022 |
| 2   | Polonia        | 2023, 2024 |
| 1   | Francia        | 2018       |
| 1   | Estados Unidos | 2019       |
| 1   | China          | 2025       |

## Resumen de resultados
| Año  | Sede                   | Final   | Final | Final          | 3º/4°lugar     | 3º/4°lugar | 3º/4°lugar | Equipos (Preliminares) (Fase final) |
| Año  | Sede                   | Campeón |       | Subcampeón     | 3.º puesto     |            | 4.º puesto | Equipos (Preliminares) (Fase final) |
| ---- | ---------------------- | ------- | ----- | -------------- | -------------- | ---------- | ---------- | ----------------------------------- |
| 2018 | Lille Francia          | Rusia   | 3 : 0 | Francia        | Estados Unidos | 3 : 0      | Brasil     | 16 / 6                              |
| 2019 | Chicago Estados Unidos | Rusia   | 3 : 1 | Estados Unidos | Polonia        | 3 : 0      | Brasil     | 16 / 6                              |
| 2021 | Rímini · Italia        | Brasil  | 3 : 1 | Polonia        | Francia        | 3 : 0      | Eslovenia  | 16 / 4                              |
| 2022 | Bolonia · Italia       | Francia | 3 : 2 | Estados Unidos | Polonia        | 3 : 0      | Italia     | 16 / 8                              |
| 2023 | Gdańsk · Polonia       | Polonia | 3 : 1 | Estados Unidos | Japón          | 3 : 2      | Italia     | 16/8                                |
| 2024 | Łódź · Polonia         | Francia | 3 : 1 | Japón          | Polonia        | 3 : 0      | Eslovenia  | 16/8                                |
| 2025 | Ningbo China           | Polonia | 3 : 0 | Italia         | Brasil         | 3 : 1      | Eslovenia  | 16/8                                |

## Medalleros
| Núm. | País           | Oro | Plata | Bronce | Total |
| ---- | -------------- | --- | ----- | ------ | ----- |
| 1    | Polonia        | 2   | 1     | 3      | 6     |
| 2    | Francia        | 2   | 1     | 1      | 4     |
| 3    | Rusia          | 2   | 0     | 0      | 2     |
| 4    | Brasil         | 1   | 0     | 1      | 2     |
| 5    | Estados Unidos | 0   | 3     | 1      | 4     |
| 6    | Japón          | 0   | 1     | 1      | 2     |
| 7    | Italia         | 0   | 1     | 0      | 1     |

- Actualizado en 2025.

## MVP
- 2018 – Maxim Mikhaylov -  Rusia
- 2019 – Matt Anderson -  Estados Unidos
- 2021 – Wallace de Souza -  Brasil y Bartosz Kurek -  Polonia
- 2022 – Earvin N'Gapeth -  Francia
- 2023 - Paweł Zatorski -  Polonia
- 2024 – Antoine Brizard -  Francia
- 2025 – Jakub Kochanowski -  Polonia